# Mindelo
Mindelo (in creolo di Santiago: Mindelu; in creolo di São Vicente: Mindel) è una città portuale di Capo Verde situata nella parte settentrionale dell'isola di São Vicente. Al censimento 2012 aveva una popolazione di 75 599 abitanti ed è la seconda città di Capo Verde dopo Praia. La città ospita il 96% della popolazione totale dell'isola. Dal 2003 è sede vescovile.

## Cittadine e ville confinanti
- Seixal, a est;
- Lazareto, a sud-ovest;
- Madeiral, a sud-est.
- Ribeira de Julião a sud-est

## Geografia fisica

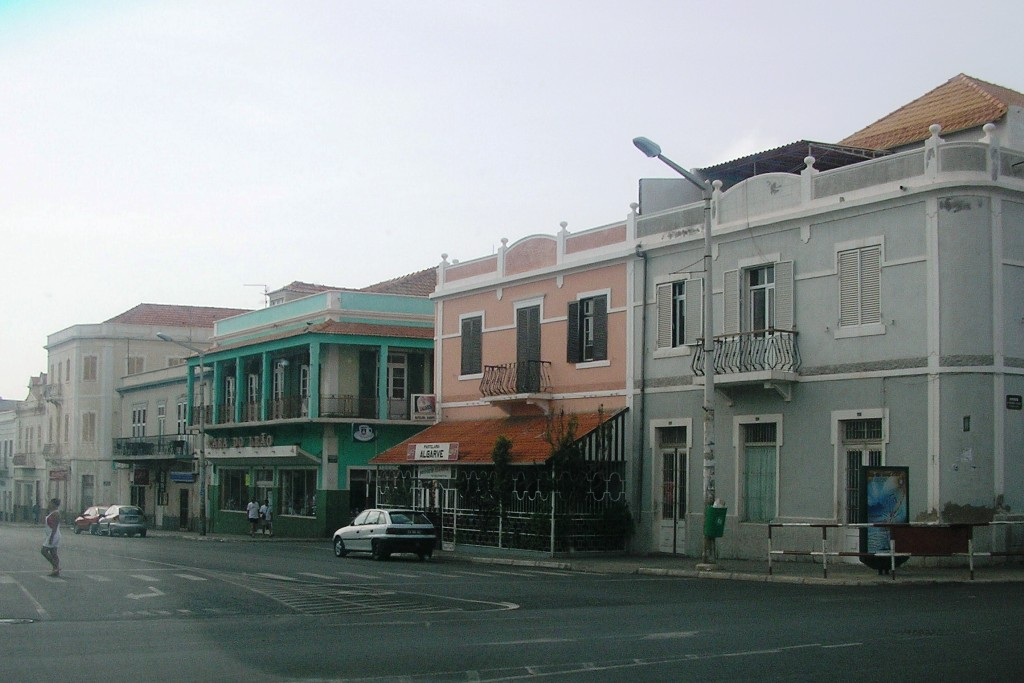
Rua de Lisboa.

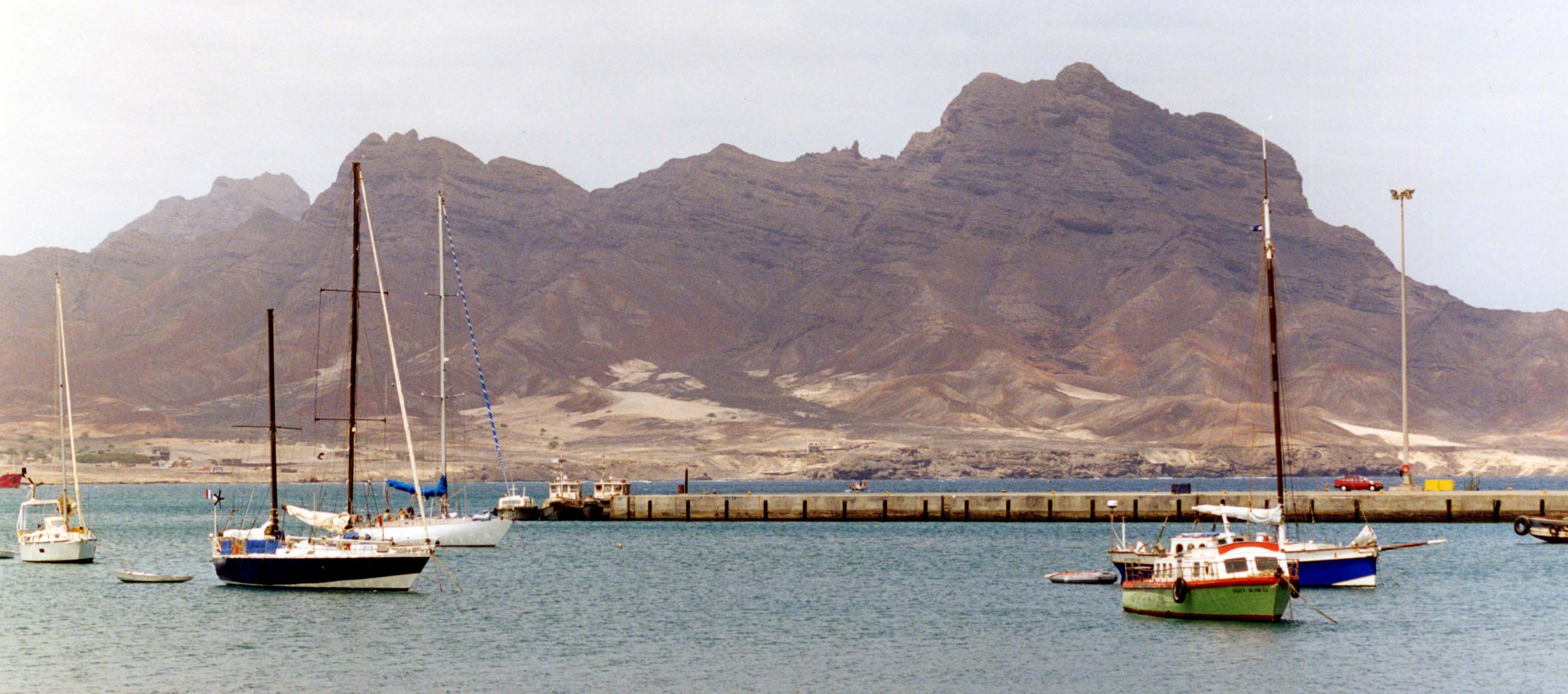
Monte Cara.

La città è circondata da montagne. Una di esse, a est della città, è del colore del bronzo per la deforestazione compiuta negli anni passati. Un'altra montagna, Vigía, si trova a ovest dell'abitato. Le montagne di Monte Cara a sud e il picco di Morro Branco a nord-ovest mostrano anch'esse l'intenso sfruttamento della zona condotto in epoche passate.
Il torrente Ribeira Julião attraversa la città. Ai piedi del monte Cara si trova il quartiere di Lazareto.
Il profondo porto di Mindelo, Porto Grande, è unito alla baia di Mindelo, in cui a una certa profondità si trova un cratere vulcanico. Porto Grande è utilizzato da navi passeggeri e per il traffico commerciale. All'entrata del porto si trova l'isolotto Dos Pássaros, alto 82 m sul livello del mare, su cui si trova il faro.

## Società

### Evoluzione demografica
| Data            | Popolazione | Densità        |
| --------------- | ----------- | -------------- |
| 23 giugno 1990  | 47.080      | 702,69 ab/km²  |
| 16 giugno 2000  | 62.970      | 939,85 ab/km²  |
| 1º gennaio 2005 | 70.611      | 1.053,9 ab/km² |

## Economia
L'economia di Mindelo si basa principalmente sul commercio, sulla pesca, sulla navigazione e sul turismo. Ha più di 36 ristoranti e 12 agenzie turistiche.

## Infrastrutture e trasporti

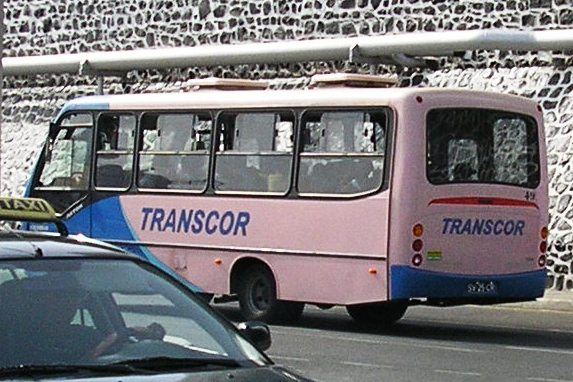
Autobus della ditta Transcor.

Il traghetto del Mar do Canal fa rotta da Mindelo a Santo Antão due volte al giorno con una capacità di 450 passeggeri, auto e camion. L'aeroporto di São Pedro svolge una funzione fondamentale per la comunicazione dell'isola con l'estero.

## Comunicazioni
- Mindelo FM.
- Radio Clube de Mindelo.
- Radio Morabeza.

## Amministrazione

### Gemellaggi
- Porto, dal 1992[1]